# 住友病院

住友の標章

住友病院（すみともびょういん）は、大阪市北区中之島にある病院である。住友グループの一般財団法人住友病院によって運営されている。二次救急指定病院。建築物は大阪府第12回大阪施設緑化賞（みどりの景観賞）で景観賞、照明学会の照明普及賞優秀施設賞を受賞した。

## 概要
- 病床数：499床
- 医師数：123人
- 職員数：755人（医師を含む）
- 1日当り通院患者：1,569人

## 沿革
- 1921年（大正10年） - 大阪住友病院として、大阪市此花区恩貴島北之町194番地に開設。
- 1945年（昭和20年） - 元住友倶楽部（大阪市西区土佐堀町）に移転。
- 1947年（昭和22年） - 財団法人新大阪病院に改称。
- 1959年（昭和34年） - 財団法人住友病院に改称。
- 1960年（昭和35年） - 本館を新築、大阪市北区中之島5丁目2番2号に移転。
- 1961年（昭和36年） - 新病院が第2回BCS賞に選ばれる[3]。
- 1967年（昭和42年） - 本館の隣接地に新館を増築。
- 2000年（平成12年） - 中之島五丁目3番20号に移転。
- 2012年（平成24年） - 一般財団法人住友病院に改称。

## 診療科
- 総合診療科
- 血液内科
- 内分泌代謝内科
- 腎臓・高血圧内科
- 膠原病リウマチ 内科
- 循環器内科
- 消化器内科
- 呼吸器内科
- 神経内科
- メンタルヘルス科
- 外科
- 心臓血管外科
- 呼吸器外科
- 整形外科
- 婦人科
- 小児科
- 眼科
- 耳鼻咽喉科
- 皮膚科
- 泌尿器科
- 形成外科
- 放射線科
- 麻酔科
- リハビリテーション科
- 口腔・顎センター
- 救急センター
- 人間ドック

診療センター
- 循環器・呼吸器センター
- 消化器センター
- 腎センター
- 化学療法センター
- 糖尿病・代謝センター

## 交通機関
- 京阪中之島線 中之島駅 約300m、徒歩4分
- Osaka Metro中央線・千日前線 阿波座駅 約900m、徒歩12分
- シティバス55系統（大阪駅前 - 鶴町4丁目）「堂島大橋」停留所すぐ
- シティバス53系統（大阪駅前 - 船津橋）「堂島大橋」停留所 約300m、徒歩4分
- シティバス88系統（大阪駅前 - 天保山）「江戸堀二丁目（東）」停留所　約300m、徒歩4分
- 北港観光バス 中之島ループバス「ふらら」（淀屋橋 - 国際会議場）「住友病院前」停留所